# Elezioni presidenziali in Nagorno Karabakh del 1997
Le elezioni presidenziali in Nagorno Karabakh del 1997 si tennero il 1º settembre per scegliere il nuovo Presidente. Le consultazioni ebbero luogo a meno di un anno di distanza dalle precedenti, giacché il presidente uscente, Robert Kocharyan, era stato eletto Primo ministro dell'Armenia e aveva perciò dovuto dimettersi dall'incarico.
L'affluenza fu del 84,6% (pari a 76.257 elettori su un totale di 90.137 aventi diritto).

## I candidati
- Boris S. Arushanyan, nato nel 1948, residente a Stepanakert, deputato dell'Assemblea nazionale, indipendente
- Arthur Tvmasyan, nato nel 1962, residente a Stepanakert, deputato, indipendente
- Arkady Ghukasyan, nato nel 1957, residente a Stepanakert, ministro degli Affari esteri, indipendente.

## Risultati
| Arkady Ghukasyan | Indipendente    | 65 933 | 89,31 |  |  |  |  |  |
| Arthur Tovmasyan | Indipendente    | 3 953  | 5,35  |  |  |  |  |  |
| Boris Arushanyan | Indipendente    | 3 936  | 5,33  |  |  |  |  |  |
| Totale           | Totale          | 73 822 | 100   |  |  |  |  |  |
|                  |                 |        |       |  |  |  |  |  |
| Voti non validi  | Voti non validi | 2 435  | 3,19  |  |  |  |  |  |
| Votanti          | Votanti         | 76 257 |       |  |  |  |  |  |